# The Tips
Pour les articles homonymes, voir Tips.
The Tips, également stylisé The TiPS ou simplement Tips, est un groupe allemand de rock, originaire de Düsseldorf. Ils mélangent le reggae classique avec des éléments de ska, de punk rock, de rock et de soul.

## Histoire

### Débuts
The Tips est formé en 2008 par Aljoscha Thaleikis et Christian Heilwagen. Le trio se complète début 2009 avec l'arrivée de Janosch Holland à la batterie. Quelques concerts sont donnés et les premières démos sont réalisées, qui sont également commentées dans la presse spécialisée.
Le label indépendant hambourgeois Rotlicht Records, géré par Lars Häriger des Skatoons, s'intéresse au groupe et le prend sous contrat. Au printemps 2011, The Tips commence l'enregistrement de son premier album High Sobriety dans le studio du groupe de hambourgeois ska punk The Skatoons. Tobe et Henning, membres des Skatoons, ont soutenu le groupe pendant l'enregistrement. L'album est publié dans le cadre d'une fête de sortie de l'album à la mi-août à Neuss. L'écho de High Sobriety est majoritairement positif. Le fanzine Ozelot.TV qualifie The Tips de « l'un des groupes allemands les plus importants de l'année 2011 ». L'album est suivi d'un contrat avec l'agence de booking Soulfire Artists et de concerts dans toute l'Allemagne. Une première mini-tournée ainsi que quelques concerts dans des festivals ont lieu à partir du début de l'été 2012.

### Trippin’
En août 2012, l'ancien bassiste et membre fondateur Christian « Franky » Heilwagen annonce qu'il quittait le groupe. En vue des concerts à venir, Philip « Faf » Pfaff est appelé à la rescousse en tant que bassiste. Pfaff avait déjà accompagné le groupe en tant que roadie et merchandiser durant l'été 2012 et avait acquis de l'expérience dans plusieurs groupes. The Tips donne son premier concert dans la nouvelle formation cinq jours seulement après le départ de Franky, lors de l'Open Flair à Eschwege.
En hiver, le groupe commence à écrire d'autres chansons pour un nouvel album. Pendant cette phase, Gernot Krebs du label indépendant Long Beach Records remarque le groupe. Après les premières rencontres, ils décident de collaborer à l'avenir. Parallèlement, The Tips rejoint l'agence berlinoise Muttis Booking. Au printemps 2013, le contact est établi avec le producteur Guido Lucas, également connu sous le nom de « pape de l'indie » (Indie-Papst). En juin 2013, le deuxième album Trippin' est produit et enregistré avec Guido Lucas dans ses studios BluNoise à Rheydt-Odenkirchen. L'album est en grande partie enregistré en live et le mixeur live du groupe, Manuel « Coop the Radical » Lederer, aontribue en tant que DJ à divers scratches. En amont de la sortie de l'album, The Tips sort un vinyle de charité en collaboration avec le groupe hambourgeois de ska punk Rantanplan, au profit de l'Aerosol Arena, un site de graffiti à Magdebourg. L'album sort en novembre 2013. L’artwork du disque est réalisé par l'artiste tatoueur californien Opie Ortiz, qui est notamment responsable des artworks des légendes américaines du reggae-ska-punk Sublime. Trippin' reçoit également des échos positifs, notamment de la part du célèbre magazine de rock Rolling Stone. Le site web du magazine diffuse également pour la première fois la vidéo musicale du single My Girlsfriend's Mother Is a Cop.

### Autres changements et séparation
Le 18 avril 2017, le groupe annonce un nouveau changement de formation. En raison de problèmes de santé, le groupe annule plusieurs concerts par le passé, ce qui mettra à mal les nerfs et les exigences du groupe. Ali Thaleikis décide donc de quitter le groupe. Son remplaçant est trouvé après plusieurs heures dans la salle de répétition. Le nouveau frontman s'appelle Stefan. En 2018, le groupe publie son clip du single Wasting Time.
Le 23 mai 2019, le groupe annonce sa séparation sur Instagram et Facebook.

### Retour
Le 2 décembre 2021, le groupe annonce sa reformation. La formation se compose des membres originaux - Janosch Holland et Aljoscha Thaleikis. Le nouveau bassiste est Lucas Mylord. Le groupe annonce avec lui une tournée de retour au long de l'année 2022.

## Style musical
Le Slamzine décrit le style musical du groupe comme suit : « Trippin' est dansant, entraînant et sonne à tout moment avec talent. Le tout a aussi du charme, [...] The Tips est ainsi depuis longtemps le premier groupe de rock ska punk sérieux d'Allemagne ».
Les auteurs du site web konzert-touristen.de décrivent un concert live de The Tips comme suit : « Même s'il est difficile de ne pas voir une forte ressemblance avec Sublime, je dois dire que le groupe sonne mieux que tout ce qui est venu après Sublime. Et en plus, ils sont sacrément authentiques. [...] Le côté festif donnait presque l'impression qu'il n'y avait pas de deuxième groupe ».

## Accueil
Au fil du temps, la presse spécialisée a régulièrement publié des critiques positives. Le magazine Riddim a par exemple écrit : « Si vous aimez Sublime, les Long Beach Dub Allstars et les Red Hot Chili Peppers, vous aimerez aussi ce groupe ! »
Le 3e album a été pour le groupe le ticket d'entrée pour de nombreux grands festivals. Ainsi, The Tips a déjà joué au Boomtown, au Bearded Theory 2016, à l'Open Flair Festival, au Horst-Festival, à la Hanfparade et au festival Kult à Porta Westfalica. En outre, le groupe a déjà partagé la scène avec de nombreux artistes de renommée internationale, dont les Mad Caddies, Social Distortion, The Toasters, Jaya the Cat, Rakede et The Prosecution.

## Discographie

### Albums studio
- 2011 : High Sobriety (Rotlicht Records)
- 2013 : Trippin’ (Long Beach Records)
- 2016 : Twists'n'Turns (Long Beach Records)

### EP
- 2010 : The Tips EP
- 2018 : Come Closer

### Compilations
- 2010 : Plastic Bomb Sampler (no 111 du Plastic Bomb)
- 2013 : OX Fanzine Sampler (no 111 du Ox-Fanzine[2])
- 2014 : Slam Alternative Music Magazine (no 71 du SLAM Alternative Music Magazine)
- 2014 : Dynamite Magazine Sampler (no 1 en 2014)

### Clips
- 2012 : Mary (GROWN)
- 2013 : Homesick (GROWN)
- 2014 : What You Reap (GROWN)
- 2014 : Don’t Chase Them (Long Beach Records Europe)
- 2014 : My Girlfriend’s Mother Is A Cop (GROWN)
- 2016 : Birds'n'trees (GROWN)
- 2018 : GO (GROWN)